# Шипачов Вадим Олександрович
Вадим Олександрович Шипачов (рос. Вадим Александрович Шипачёв; 12 березня 1987, м. Череповець, СРСР) — російський хокеїст, центральний нападник. Виступає за СКА (Санкт-Петербург) у Континентальній хокейній лізі. 
Вихованець хокейної школи «Сєвєрсталь» (Череповець). Виступав за «Сєвєрсталь-2» (Череповець), «Сєвєрсталь» (Череповець), ХК «Бєлгород».
У складі національної збірної Росії учасник чемпіонатів світу 2014, 2015 і 2016 (27 матчів, 13+21); учасник EHT 2011, 2012, 2013, 2014, 2015 і 2016.
Досягнення
- Чемпіон світу (2014), срібний призер (2014).
- Володар Кубка Гагаріна (2015)

Нагороди
- Найкращий бомбардир чемпіонату світу 2016.